# Rasa dels Torrents
La Rasa dels Torrents és un torrent afluent per l'esquerra de la Rasa de Santandreu que fa tot el seu curs pel terme municipal de Lladurs.
La xarxa hidrogràfica de la Rasa dels Torrents està integrada per un total de 6 cursos fluvials. Al vessant esquerre s'hi troben dos subsidiaris de primer nivell mentre que al vessant dret se n'hi troba un que, al seu torn, té dos subsidiaris de segon nivell.
La totalitat de la xarxa suma una longitud de 4.413 m. que transcorren íntegrament pel terme municipal de Lladurs.